# Bolling Hall
Pour les articles homonymes, voir Bolling.
Bolling Hall est un manoir, l'un des bâtiments les plus anciens de Bradford (Yorkshire de l'Ouest, Angleterre). Il est actuellement utilisé comme musée et centre éducatif. Le bâtiment se trouve à environ 1,6 km du centre de Bradford, à East Bowling,,.

## Histoire
Avant la révolution industrielle, Bradford est une petite ville difficile à défendre car située dans un bassin. Cependant, Bolling Hall occupe une position dominante à flanc de colline. La partie la plus ancienne de ce bâtiment, datant du XIVe siècle, est interprétée comme une tour pele, bien que Bradford se situe quelque peu en dehors de la zone géographique typique de ces structures défensives.
Le manoir de Bolling (Bollinc) est mentionné pour la première fois dans le Domesday Book et est à cette époque en possession d'un homme nommé Sindi. Le manoir passe alors sous le contrôle d'Ilbert de Lacy. En 1316, le manoir appartient à William Bolling, et Bollings est propriétaire du domaine jusqu'à la fin du XVe siècle, lorsque le contrôle revient aux Tempest qui détiennent le domaine jusqu'en 1649. Le domaine change de mains plusieurs fois par la suite jusqu'à ce qu'il soit finalement loué à plusieurs locataires avant d'être offert à la Bradford Corporation en 1912. Il est ouvert en tant que musée trois ans plus tard.

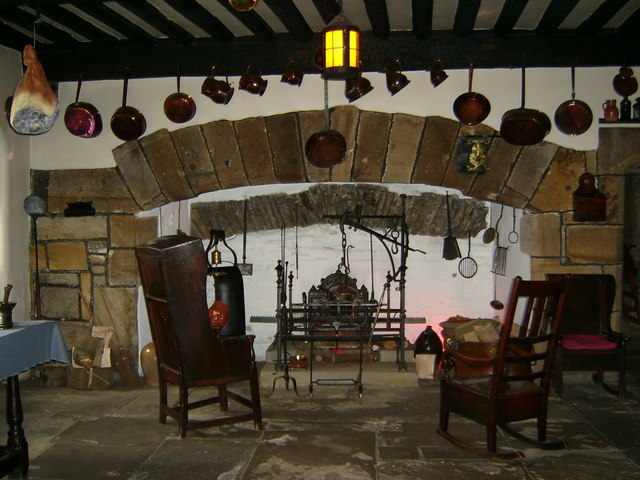
La cuisine du Bolling Hall

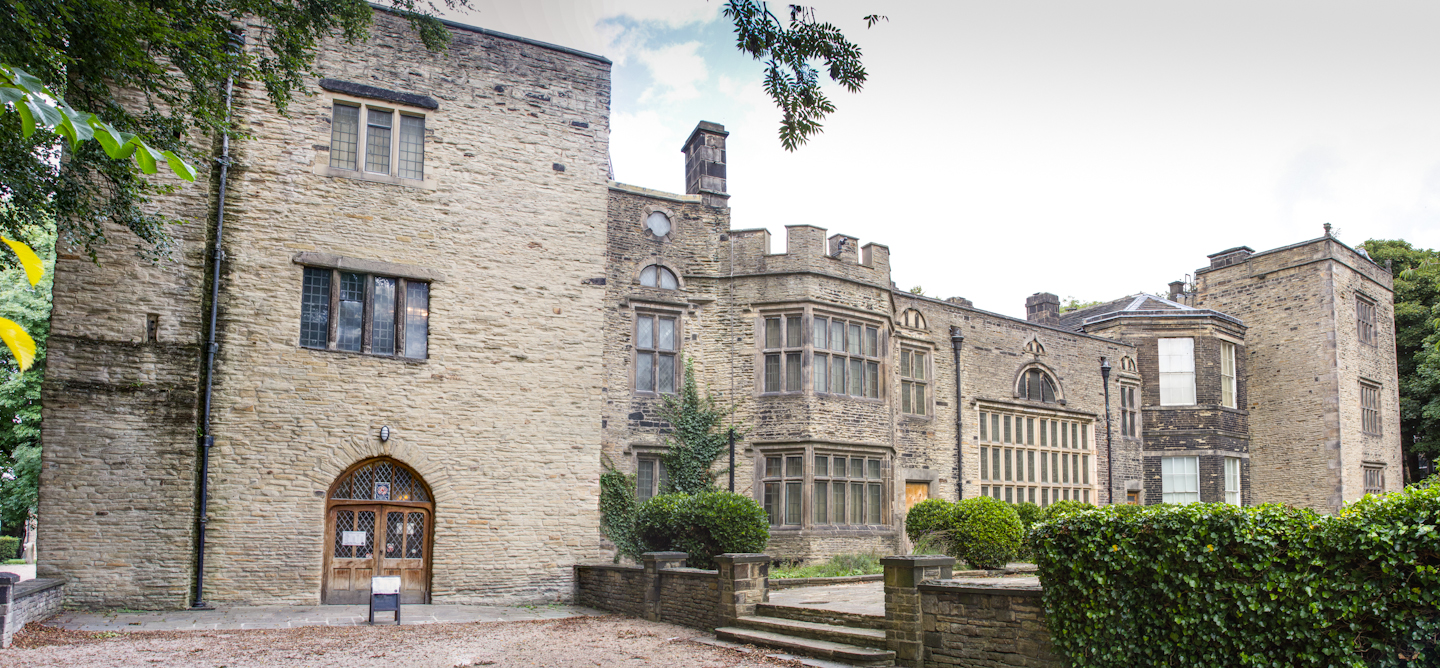
Bolling Hall

Lors du deuxième siège de Bradford en 1643, pendant la guerre civile anglaise, la maison est une base royaliste. A cette occasion, les royalistes prennent la ville, qui a de fortes sympathies parlementaires, et on pense que les vainqueurs passeraient les habitants au fil de l'épée. Il y a dans le musée des éléments exposés relatifs à la guerre civile anglaise, notamment un masque mortuaire d'Oliver Cromwell. Au XVIIIe siècle, certaines parties de la maison sont modernisées par l'architecte John Carr (architecte) (en), à la suite d'un incendie. La maison devient un bâtiment classé Grade I en 1952.
La chapelle Bolling de l'église paroissiale de Bradford, aujourd'hui cathédrale de Bradford, a été fondée par les propriétaires de Bolling Hall et restaurée par la famille Tempest au XVIIe siècle, mais n'a pas survécu à la reconstruction du chœur au XXe siècle.